# Menozziola fraterna
Menozziola fraterna är en tvåvingeart som först beskrevs av Rudolf Beyer 1965.  Menozziola fraterna ingår i släktet Menozziola och familjen puckelflugor. Inga underarter finns listade i Catalogue of Life.